# Trancoso (Portugalia)
Trancoso – miejscowość w Portugalii, leżąca w dystrykcie Guarda, w regionie Centrum w podregionie Beira Interior Norte. Miejscowość jest siedzibą gminy o tej samej nazwie.

## Demografia
| Liczba ludności gminy Trancoso (1801–2011) | Liczba ludności gminy Trancoso (1801–2011) | Liczba ludności gminy Trancoso (1801–2011) | Liczba ludności gminy Trancoso (1801–2011) | Liczba ludności gminy Trancoso (1801–2011) | Liczba ludności gminy Trancoso (1801–2011) | Liczba ludności gminy Trancoso (1801–2011) | Liczba ludności gminy Trancoso (1801–2011) | Liczba ludności gminy Trancoso (1801–2011) | Liczba ludności gminy Trancoso (1801–2011) |
| ------------------------------------------ | ------------------------------------------ | ------------------------------------------ | ------------------------------------------ | ------------------------------------------ | ------------------------------------------ | ------------------------------------------ | ------------------------------------------ | ------------------------------------------ | ------------------------------------------ |
| 1801                                       | 1849                                       | 1900                                       | 1930                                       | 1960                                       | 1981                                       | 1991                                       | 2001                                       | 2004                                       | 2011                                       |
| 10 349                                     | 13 910                                     | 17 966                                     | 17 602                                     | 18 224                                     | 13 099                                     | 11 484                                     | 10 889                                     | 10 639                                     | 9 878                                      |

## Sołectwa
Sołectwa gminy Trancoso (ludność wg stanu na 2011 r.):
- Aldeia Nova – 332 osoby
- Carnicães – 153 osoby
- Castanheira – 194 osoby
- Cogula – 195 osób
- Cótimos – 220 osób
- Feital – 65 osób
- Fiães – 273 osoby
- Freches – 456 osób
- Granja – 151 osób
- Guilheiro – 184 osoby
- Moimentinha – 229 osób
- Moreira de Rei – 508 osób
- Palhais – 196 osób
- Póvoa do Concelho – 276 osób
- Reboleiro – 324 osoby
- Rio de Mel – 323 osoby
- Santa Maria – 1577 osób
- São Pedro – 1712 osób
- Sebadelhe da Serra – 130 osób
- Souto Maior – 131 osób
- Tamanhos – 250 osób
- Terrenho – 113 osób
- Torre do Terrenho – 158 osób
- Torres – 137 osób
- Valdujo – 185 osób
- Vale do Seixo – 127 osób
- Vila Franca das Naves – 965 osób
- Vila Garcia – 118 osób
- Vilares – 196 osób